# Requinto jarocho
Il requinto jarocho o guitarra de son è uno strumento a corde pizzicate, suonato solitamente con un plettro speciale. È uno strumento a quattro o cinque corde che è originario di Veracruz, Messico.
Il requinto è usato nei gruppi di conjunto jarocho. In assenza dell'arpa, il requinto introduce tipicamente il tema melodico del son e poi continua fornendo un contrappunto largamente improvvisato alla linea vocale.

## Caratteristiche
Il requinto jarocho ha la forma di una chitarra con un corpo piccolo. Il corpo, il collo e la testa di accordatura sono realizzati in un unico pezzo di legno. Ha un corpo poco profondo e una tastiera leggermente sollevata. Ha anche 12 tasti.
Il requinto jarocho a quattro corde può seguire l'accordatura standard (ADGc), ma è anche comunemente sintonizzato in GADg e CDGc. Il requinto a cinque corde, tuttavia, aggiunge una corda sopra l'accordatura standard di 5 semitoni sotto la prima stringa iniziale, rendendola EADGc.
Le corde del requinto jarocho sono fatte di nylon; quando viene suonato suona come le quattro corde inferiori di una chitarra classica.